# Лівійська сивіла (Мікеланджело)
«Лівійська сивіла» (італ. La Sibilla Libica) — фреска із зображенням Лівійської сивіли Мікеланджело Буонарроті на стелі Сикстинської капели (Ватикан), створена ним близько 1511 —1512 років. Орієнтовно на завершення пішло двадцять днів роботи, фреска була виконана останньою із серії сивіл.

## Опис
Лівійська сивіла на фресці зображена як молода і сильна жінка. У неї складна зачіска, яскравий одяг, але руки та плечі Мікеланджело залишив голими. Сивіла зображена у момент, коли «вона сходить із трону, одночасно тримаючи величезну книгу пророцтв, яку вона закриває» в процесі. Можлива інтерпретація також, що вона опускає, а не піднімає книгу, адже вона намальована дуже близько до вівтаря і прихід Месії може означати, що її пророцтва більше не потрібні. Книга виглядає великою та важкою — добре видно як напружилися м'язи плечей сивіли. Значна частина вага тіла сивіли у цій позі спирається на великий палець лівої ноги, і Мікеланджело детально промальовував цей палець в етюдах. Два хлопчики-путті зображені майже під столом з книгою. Один хлопчик показує пальцем на сивілу, повернувшись до другого путто.
Вазарі так писав про Лівійську сивілу:
|  | (…) Найкращою є фігура сивіли Лівійської; вона закінчила писати велику книгу, що складається з багатьох листків, і хоче граціозно підвестися, але одночасно й згорнути книгу. Річ надзвичайно важка, щоб не сказати неможлива, для кожного, крім її творця. |

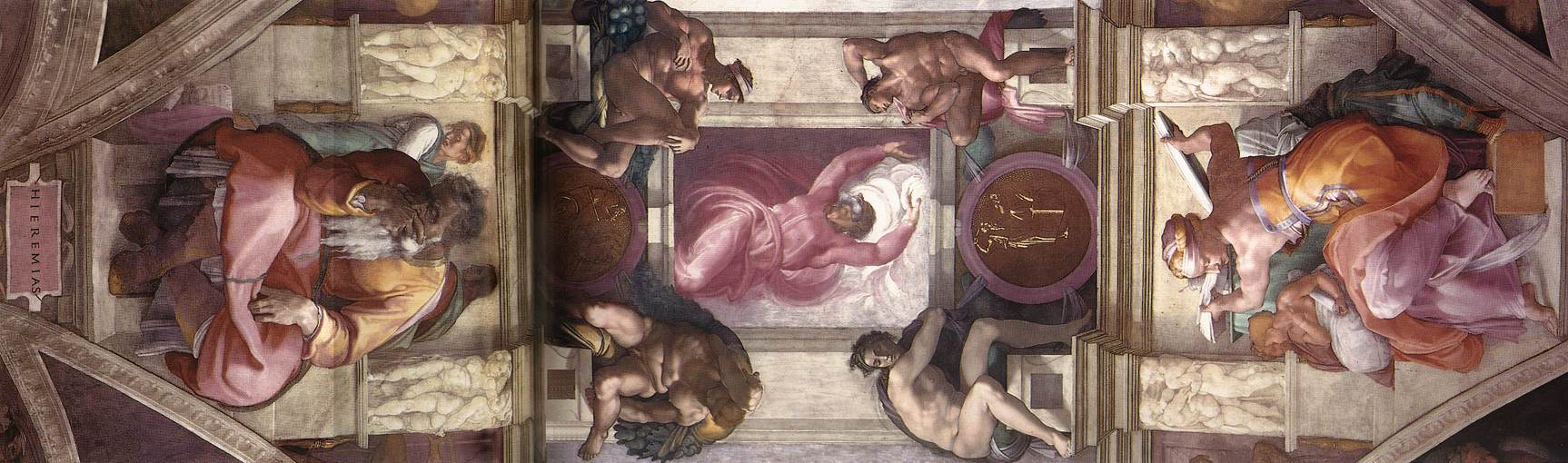
«Лівійська сивіла» розміщена біля фрески «Відділення світла від темряви»
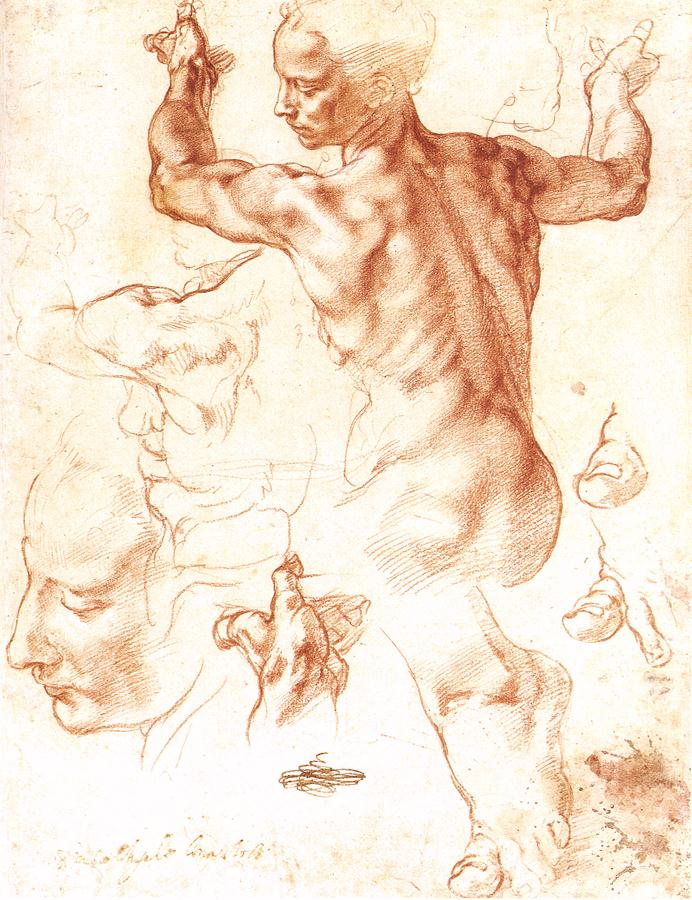
Етюди до фрески «Лівійська сивіла»(папір, крейда)
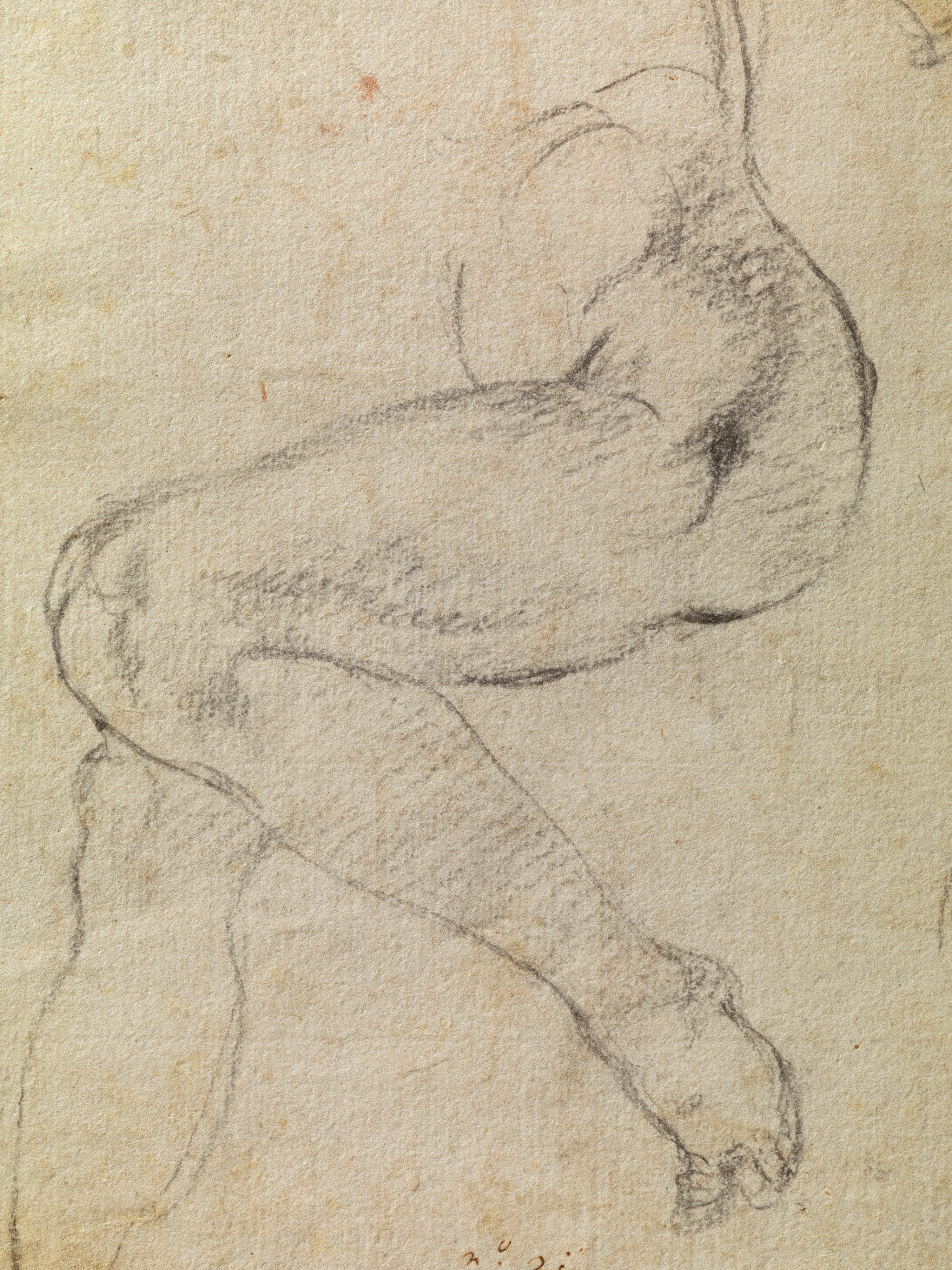
Етюд на звороті
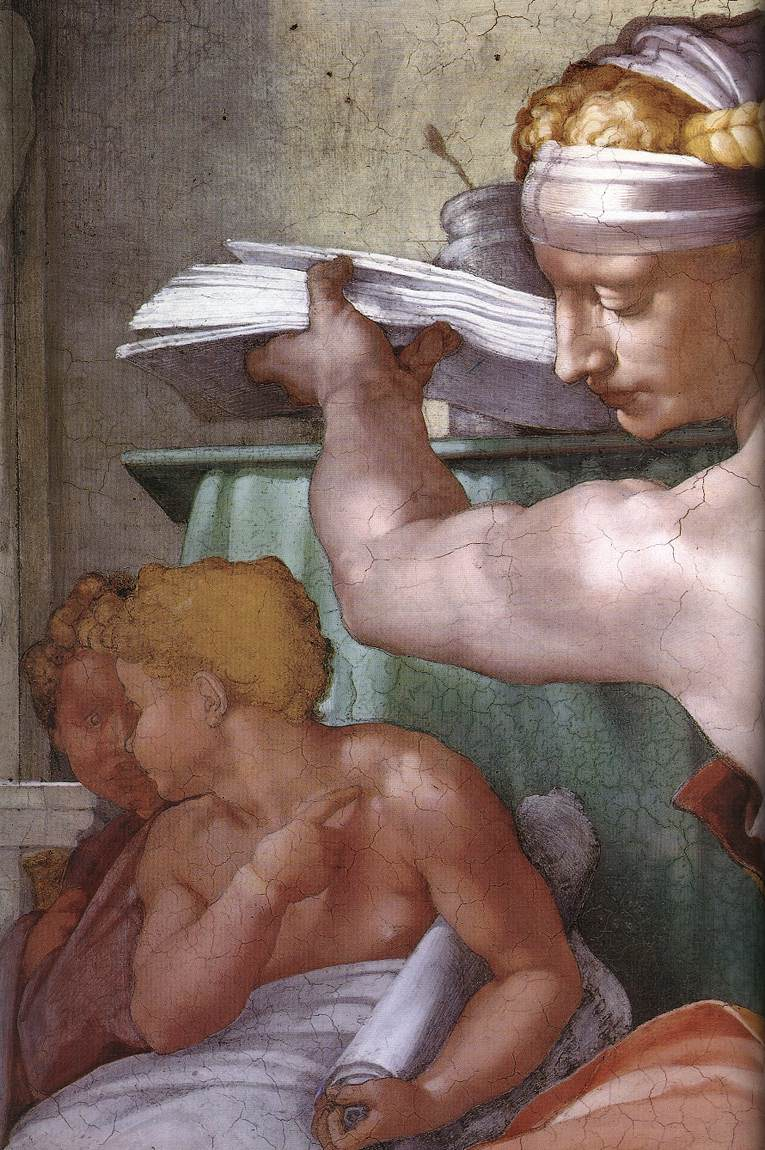
«Лівійська сивіла». Деталь
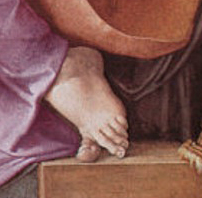
«Лівійська сивіла». Деталь
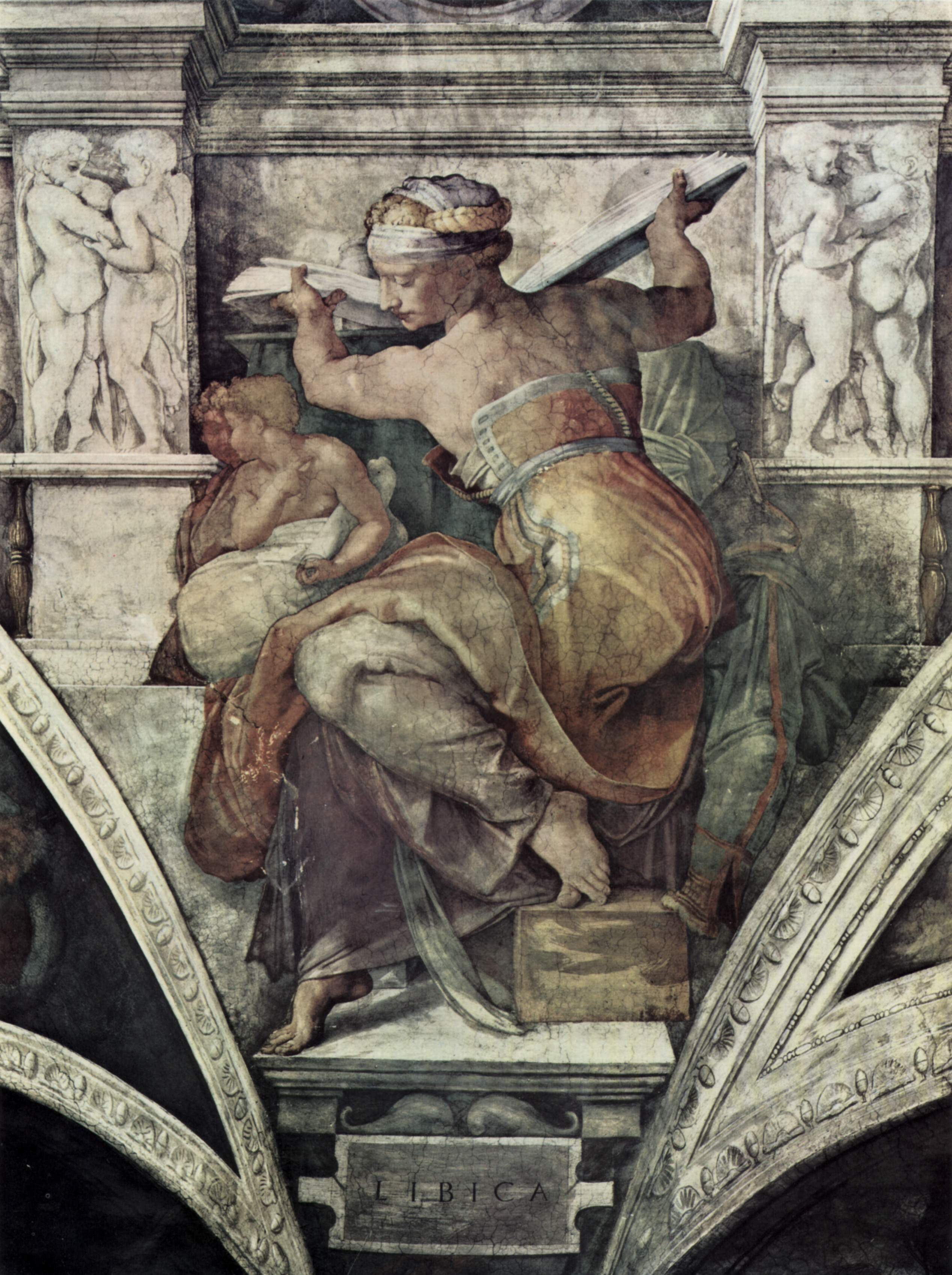
Фреска до реставрації

Фреску також було зображено на поштових марках Лівії, коли вона була окупована Італією.

## Виноски
1. 1 2  Studies for the Libyan Sibyl (recto); Studies for the Libyan Sibyl and a small Sketch for a Seated Figure (verso). metmuseum.org. Архів оригіналу за 12 листопада 2019. Процитовано 07.02.2019.
2. ↑  Libyan Sibyl. museivaticani.va. Архів оригіналу за 25 січня 2017. Процитовано 08.02.2019.
3. ↑  Carmen C. Bambach on Michelangelo's Studies for the Libyan Sibyl (video). metmuseum.org. 03.11.2017. Архів оригіналу за 28 квітня 2019. Процитовано 08.02.2019.
4. ↑  Вазарі, 1970, с. 335.
5. ↑  The Libyan Sibyl: Michelangelo’s masterpiece. history.ly. Архів оригіналу за 9 лютого 2019. Процитовано 08.02.2019.